# Mehmed V.

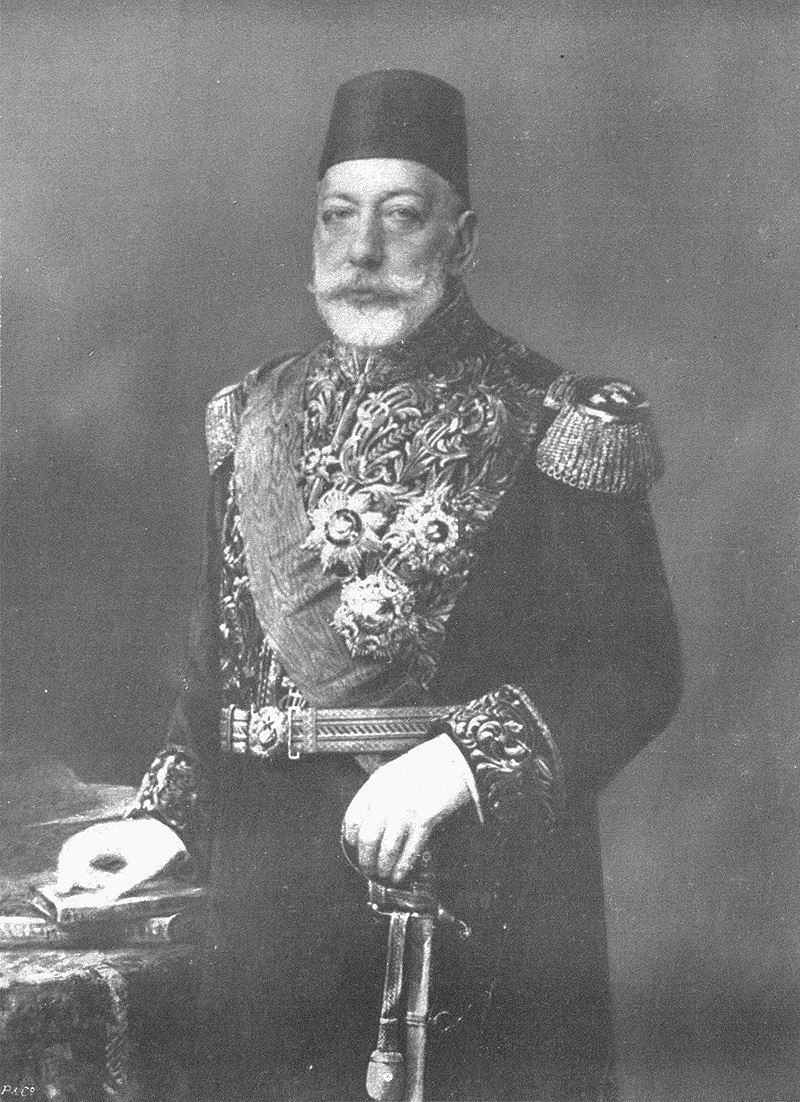
Mehmed V. (1915)

Mehmed V. Reşad – auch Mohammed V. – (geboren 2. November 1844 in Istanbul; gestorben 3. Juli 1918 ebenda) war vom 27. April 1909 bis zu seinem Tod Sultan des Osmanischen Reiches und Kalif der Muslime. Er folgte seinem Bruder Abdülhamid II. nach, der zuvor von den Jungtürken zum Rücktritt gezwungen worden war. Unter seiner Herrschaft wurde das Reich in den Ersten Weltkrieg verstrickt.

## Leben
Prinz Mehmed Reşad war ein Angehöriger der osmanischen Herrscherdynastie und wurde am 2. November 1844 im Çırağan-Palast in Istanbul geboren. Er war einer der 19 Söhne (Şehzade) von Sultan Abdülmecid I. (1823–1861), mit dessen Nebenfrau Gülcemal Kadın. Nach dem Tod seiner Mutter im Jahr 1851 unterstand Mehmeds Erziehung der Hauptfrau seines Vaters, Servetseza Kadın. Mehmed Reşad wurde in der Palastschule unterrichtet. Er lernte Arabisch und Persisch sowie Kalligrafie und zeigte großes Interesse an persischer Literatur. 
Nach der Thronübernahme seines älteren Halbbruders Sultan Abdülhamid II. versuchte dieser ihn von der Öffentlichkeit und der politischen Macht abzuschotten. Mehmed Reşad lebte ab 1876 faktisch wie ein politischer Gefangener im Dolmabahçe-Palast. Diese Abschottung brach die physischen und geistigen Kräfte Mehmed Reşads, so dass er zur Zeit der Absetzung seines Bruders ein apathischer, siecher, zu jedweder Arbeit unfähiger Greis war. Eben deshalb jedoch war er für die Jungtürken, welche selbst regieren und durch den Monarchen nicht beeinträchtigt werden wollten, ein erwünschter Thronkandidat. Im Sommer 1908 wurde Abdülhamid von den Jungtürken dazu gezwungen, die osmanische Verfassung von 1876 in Kraft zu setzen und die eigene Macht zu begrenzen. Als der Sultan im folgenden Jahr dies wieder rückgängig zu machen versuchte, setzten die Jungtürken ihn am 27. April 1909 endgültig ab und ersetzten ihn durch Mehmed, der im Alter von 64 Jahren Sultan und Kalif wurde.
Dessen Regierungszeit war durch Rückschläge für das Osmanische Reich und der Manifestation des Begriffes des „kranken Mannes am Bosporus“ gekennzeichnet. Am Anfang seiner Herrschaft musste er die österreichische Annexion Bosniens und der Herzegowina sowie die Unabhängigkeit Bulgariens anerkennen. Die letzten nordafrikanischen Besitzungen westlich von Ägypten verlor er bis 1912 an Italien. Ägypten selbst stand nur noch formell unter osmanischer Herrschaft und wurde de facto von den Briten kontrolliert. Es folgten Aufstände in Albanien und die beiden Balkankriege 1912 und 1913, die die osmanische Herrschaft dort beendeten. Kurz darauf gelang es Mehmed V., ein kleineres Gebiet um Adrianopel zurückzuerobern und 1914 mit dem Russischen Reich per Vertrag den Grenzverlauf in Armenien friedlich festzulegen.
Am 2. August 1914 schloss Mehmed V. ein Defensivbündnis mit dem Deutschen Reich gegen Russland. Er versuchte zunächst, im beginnenden Ersten Weltkrieg neutral zu bleiben; auf Druck der Jungtürken trat er Anfang Oktober 1914 in den Krieg aufseiten der Mittelmächte ein und ernannte Enver Pascha zum Kriegsminister. Nach dem Verlust Zyperns und Ägyptens gelang es Mehmed V., eine stabile Defensive gegen die Briten am Suezkanal und im Irak aufzubauen. Russland eroberte zwar Armenien, doch wurde dies später im Frieden von Brest-Litowsk wieder rückgängig gemacht. In der letzten Phase des Krieges gingen schließlich Syrien, Palästina und das Zweistromland verloren.
Am 1. Februar 1916 wurde Mehmed V. zum Generalfeldmarschall des Deutschen Reichs ernannt und am 19. Mai 1918 – im Zuge eines Staatsbesuchs Kaiser Karls I. in Istanbul – zum Feldmarschall Österreich-Ungarns.
Mehmed V. starb am 3. Juli 1918 im Alter von 73 Jahren, vier Monate vor dem Ende des Ersten Weltkrieges. Laut Arztbericht hatte er zunächst eine Woche lang leichte Verdauungsbeschwerden, ab 25. Juni aber heftiges Fieber – beides typische Symptome der Spanischen Grippe, die damals in Europa wütete. Das Fieber mit zuletzt 39,5 °C verschärfte die schon vorher vorhandene Zuckerkrankheit. Den Untergang des Osmanischen Reiches erlebte er nicht mehr. Als (letzter) Sultan und Kalif folgte ihm sein Halbbruder Mehmed VI.
Den größten Teil seines Lebens verbrachte Mehmed V. im Dolmabahçe-Palast und Yıldız-Palast in Istanbul. Sein Grab befindet sich im historischen Eyüp-Viertel der Stadt.
Er hinterließ zwei Söhne: Prinz Mehmed Ziyaeddin (1873–1938) und Prinz Ömer Hilmi (1886–1935). Seine einzige Tochter, Prinzessin Refia (* 1888), starb bereits als Säugling. Ein weiterer Sohn, Prinz Mehmed Necmeddin (1878–1913) starb vor seinem Vater. Er war Sohn von Dürridem Kadın Efendı gewesen, die in Kars geboren und georgischer Herkunft war. Sie war damals die zweite Frau, wurde aber im Jahre 1887 geschieden, und die Konkubine Mihrengiz nahm ihren Platz als zweite Frau ein.

## Ehefrauen
1. Kümüres Baş Kadın: erste Frau und Mutter von Prinz Mehmed Ziyaeddin
2. Dürridem Kadın Efendi: zweite Frau (geschieden) und Mutter von Prinz Mehmed Necmeddin.
3. Mihrengiz: zweite Frau – Mutter von Prinz Ömer Hilmi und Prinzessin Refia.
4. Nazperver: dritte Frau – ohne Kinder
5. Dilfirib: vierte Frau – ohne Kinder

## Auszeichnungen (Auswahl)
- Orden des Karađorđe-Sterns